# لازارفسکایا (شهرستان کارگوپولسکی، استان آرخانگلسک)
لازارفسکایا (به لاتین: Lazarevskaya) یک منطقهٔ مسکونی در روسیه است که در استان آرخانگلسک واقع شده‌است.